# مهدی‌آباد (بوانات)
مهدی‌آباد (بوانات)، روستایی از توابع بخش مرکزی شهرستان بوانات در استان فارس ایران است.

## جمعیت
این روستا در دهستان باغستان قرار دارد و براساس سرشماری مرکز آمار ایران در سال ۱۳۸۵، جمعیت آن ۳۱۵ نفر (۶۷خانوار) بوده‌است.